# Zameczek (Wilno)
Zameczek (lit. Pilaitės seniūnija, Pilaitė) – prawobrzeżna  dzielnica administracyjna Wilna, nad Suderwianką i jeziorem Giełuża, na zachód od Wierszuliszek; obejmuje Cegielnię, Podgórce, Warnę, Smolnicę, Poddziekaniszki, Wilkieliszki, Krawczuny, Nowosiołki Dolne, Płocieniszki, Dworzyszcze, Zameczek; graniczy z Justyniszkami, Wierszuliszkami, Karolinką, rejonem wileńskim; pełni funkcje mieszkaniowe.
Oś dzielnicy stanowi ul. Zameczkowa (lit. Pilaitės g.). Zabudowa wielorodzinna zlokalizowana jest tylko we wschodniej części, na zachód od jeziora Giełuża zlokalizowana jest rzadka, stara zabudowa jednorodzinna (wsie i dawne folwarki). Z dzielnicą graniczą miejscowości położone w gminie Zujuny w rejonie wileńskim: na północy Bujwidziszki i Zujuny, na południu Sałata i Rajsze leżące nad jeziorem Sałackim. 
Suderwianka uchodzi do Wilii na wysokości wsi Jaczany.
W starej części dzielnicy usytuowany jest młyn wodny i 2 kurhany. Nowa część to osiedle pochodzące z początku lat 90. XX wieku.